# عبد الرحمن إبراهيم محمد
عبد الرحمن إبراهيم محمد هو شاعر يمني. ولد عام 1954 في مدينة عدن. تلقى تعليمه الابتدائي والإعدادي والثانوي في مدينته. بُعث للدراسة في جامعة القاهرة، ثم واصل دراسته في الجزائر. حصل على ماجستير في النقد بدرجة امتياز من جامعة عدن لأطروحته المطبوعة «الشعر المعاصر في اليمن». عمل محاضراً للأدب الحديث في جامعة عدن. له سبعة كتب مطبوعة وثلاث مجموعات شعرية.